# Plecopterodes melliflua
Plecopterodes melliflua là một loài bướm đêm trong họ Noctuidae.